# Приют одиннадцати
«Прию́т оди́ннадцати» («Приют 11») — гостиница для альпинистов на Эльбрусе (Приэльбрусье, Кавказ) на высоте 4050 метров над уровнем моря. В течение 60 лет это была самая высокогорная гостиница СССР и РФ. Располагалась на юго-восточном склоне Эльбруса.

## Предыстория

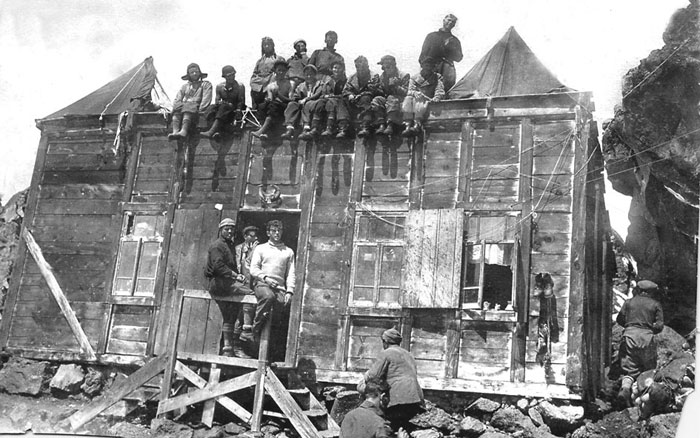
«Приют 11» в 1932 году

Место, где расположен «Приют одиннадцати», получило это название в 1909 году. В 1909 году одна из групп экскурсантов Кавказского горного общества (КГО), основанного в Пятигорске Р. Р. Лейцингером, в составе 11 человек, совершая плановый поход на Эльбрус, установила временный лагерь в районе скальной гряды, где впоследствии будет возведено здание «Приюта 11-ти». Группа имела небольшой запас краски для того, чтобы сделать памятную надпись на вершине Эльбруса, этой краской они написали «Приют 11» на камнях, где находился их лагерь.
Через 20 лет, летом 1929 года, известный советский альпинист В. А. Раковский построил на этих скалах деревянную, обитую железом хижину, и перенёс на неё надпись. «Приют 11» Раковского был довольно просторным зданием, способным вместить 40 человек.

## Строительство трёхэтажного высокогорного отеля
Автором проекта и руководителем строительства высокогорного трёхэтажного отеля, способного единовременно принять более 100 человек на месте этой хижины, был инженер, строитель первых отечественных дирижаблей, архитектор и альпинист Николай Михайлович Попов. Место для строительства нового здания было выбрано чуть выше существовавшей на тот момент хижины. Строительство гостиницы началось ранней весной 1938 года. Между «Ледовой базой» (так назвали место окончания дороги на Эльбрус) и старым «Приютом 11-ти» были наведены мосты через ледниковые трещины, через которые шли караваны с различным строительным грузом. Доставка грузов начиналась с самого раннего утра, пока солнце не растапливало накатанную снежную дорогу. К осени 1938 года здание жилого корпуса, дизельная и котельная были практически готовы. Здание гостиницы напоминало по форме дирижабль. Верхняя часть была скруглена, чтобы противостоять мощным ветрам и штормам. Для ветронепроницаемости стены были обиты листами оцинкованного железа. Основной корпус гостиницы овальной формы имел три этажа: первый — из камня, второй и третий — каркасного типа из деревянных деталей. Для утепления по всему периметру здания были проложены специальные теплоизоляционные плиты. Отделка внутренних помещений продолжалась до глубокой зимы, когда с наступлением морозов пришлось прекратить работы и увести вниз всех рабочих. На следующий год работы были возобновлены и осенью 1939 года гостиница приняла первых посетителей.

## Устройство гостиницы
«Приют одиннадцати» в течение многих лет имел статус самой высокогорной гостиницы Европы. На первом этаже находились кухня, душевые комнаты и складские помещения. На втором и третьем этажах были жилые помещения. Комнаты были оборудованы откидными двухъярусными полками вагонного типа и были рассчитаны на 2—8 человек. Для хранения личных вещей и снаряжения имелись сундуки. Стены и потолки были отделаны линкрустом, а паркетные полы покрыты лаком. Под потолком светили люстры. Было сделано центральное отопление, работал водопровод и канализация. Имелась кремлёвская «вертушка» и баня (разрушена во время Великой Отечественной войны). На втором этаже была оборудована просторная столовая, одновременно принимавшая 50 человек. По мнению специалистов, гостиница по комфортабельности напоминала первоклассный отель. Один из его первых посетителей в шутку назвал его «Отелем над облаками». В дальнейшем это название так и прижилось.

## В годы войны и послевоенная история

### Военные действия в районе «Приюта одиннадцати»

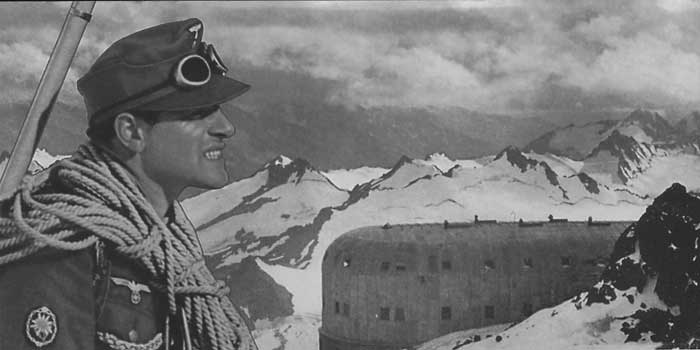
Егеря 1-й горнострелковой дивизии вермахта на «Приюте одиннадцати»

17 августа 1942 года немецкие горные стрелки, проникнувшие в Приэльбрусье через перевал Хотютау, под командованием капитана Грота без единого выстрела заняли «Приют 11-ти». В этот день (по данным Х. Грота, это было 16 августа) на «Приюте 11-ти» находились начальник метеорологической станции А. Ковалёв, его жена, метеоролог З. Ковалёва и радист Я. Кучеренко. Метеорологи продолжали работать на станции, так как никаких указаний из Пятигорска не поступало. В этот же день из Баксанского ущелья к ним поднялась группа разведчиков в составе трёх человек, посланная командованием советских подразделений, находившихся в то время в Баксанском ущелье. Около 10 часов зимовщики и разведчики заметили, что с перевала Хотютау движется колонна немецких егерей. Часть из них направилась к «Старому Кругозору», другая — к «Приюту одиннадцати». Учитывая неравенство сил, советские разведчики и метеорологи решили спуститься в Баксанское ущелье, захватив с собой наиболее ценное оборудование. Под покровом облаков в обход «Старого Кругозора» они незамеченными спустились в долину Азау.
По немецкой версии событий этого дня, вызывающей большие сомнения, приют оборонял отряд киргизских горных стрелков с русскими командирами в составе 45 человек. Командир немецких егерей капитан Хайнц Грот с белым платком в руке, без оружия, поднялся к приюту и уговорил оборонявшихся без боя покинуть приют. Так или иначе, «Приют 11» был занят немцами без единого выстрела.
Заняв гостиницу немецкие егеря совершили восхождения на Эльбрус и 21 августа установили там нацистские флаги. Гитлеровская пропаганда использовала это символическое событие как демонстрацию победы на Кавказе. Однако фактически Кавказ не был покорён. Практически все перевалы Главного Кавказского хребта успешно обороняли советские войска, не пропустив противника к Чёрному морю.
В последующем советские войска предпринимали неоднократные попытки выбить немцев с «Приюта одиннадцати». Однако благоприятные для оборонявшихся условия местности и хорошо укреплённые позиции немецких войск не позволили это сделать. Всего в боях за приют погибло около сотни советских солдат.
После поражения немецких войск под Сталинградом обстановка на Кавказском фронте сильно изменилась. Немецкие войска были вынуждены оставить Кавказ из-за угрозы окружения. 10—11 января 1943 года немецкие горно-стрелковые части покинули верховья Баксанского ущелья и ушли с «Приюта одиннадцати».
Группа советских альпинистов, воевавших на Кавказе, в составе 20 человек под руководством известного учёного-метеоролога и математика А. М. Гусева поднялась на «Приют одиннадцати» 9 февраля 1943 года для выполнения приказа командования Закавказского фронта по снятию нацистских знамён с вершин Эльбруса — данный эпизод описан позже Гусевым в мемуарах «Эльбрус в огне». Здание приюта было повреждено бомбами, фасад его весь изрешечён пулями, исковеркан осколками, крыша с дизельной станции снесена взрывом. Все это были следами ударов с воздуха. Метеорологическая станция была разрушена немцами. Здание частично было забито снегом, так как егеря выломали рамы на дрова. В скалах вокруг приюта валялись боеприпасы и исковерканное оружие. Повсюду видны были многочисленные полуразрушенные укрепления и огневые точки. Продуктовые склады оказались взорванными или были залиты керосином.
13 февраля 1943 в условиях плохой погоды были сняты остатки установленных немцами знамён с Западной вершины, а 17 февраля — с Восточной вершины.

### В послевоенные годы

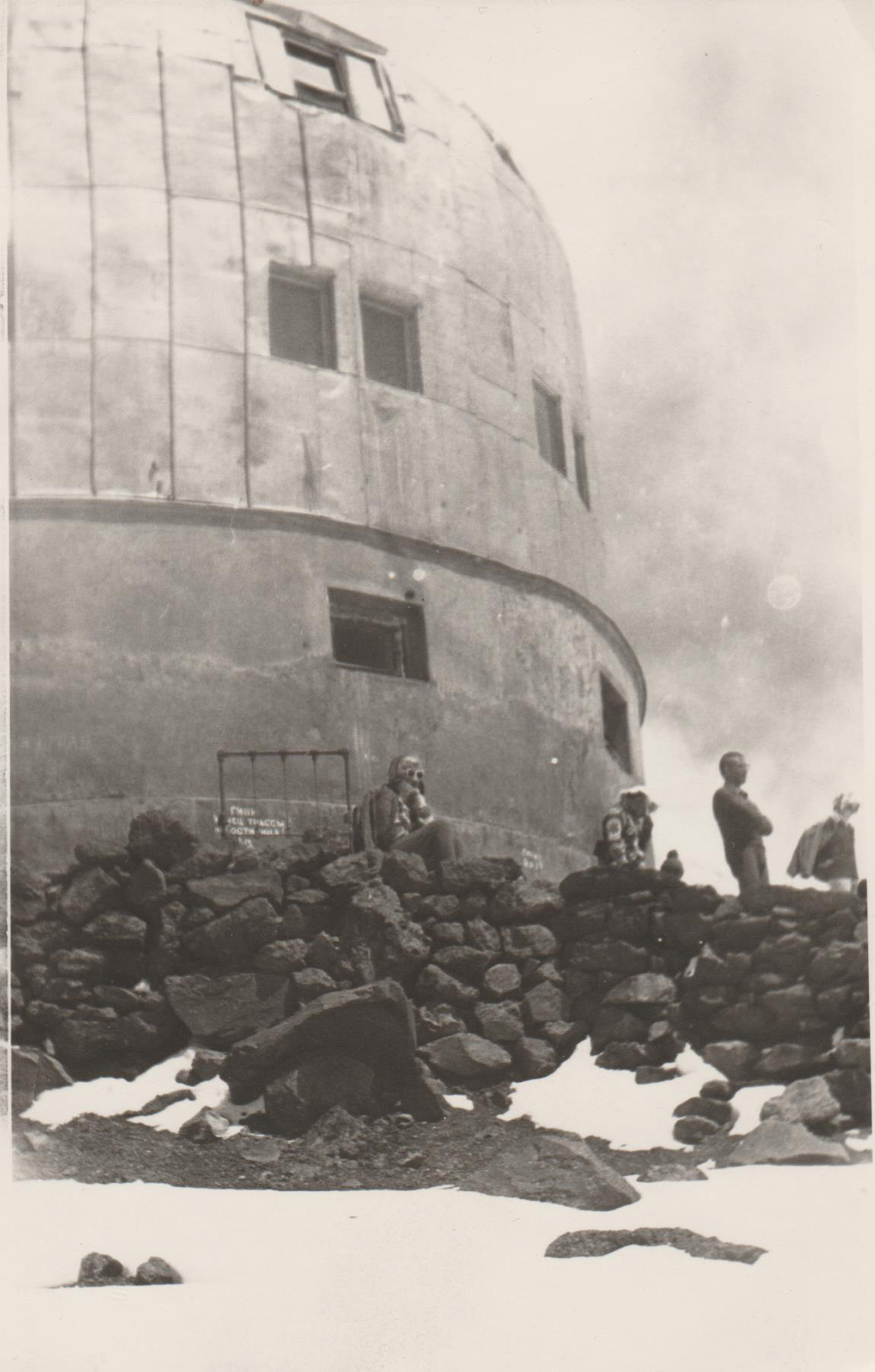
«Приют одиннадцати», 1970 год

В 1949 году «Приют одиннадцати» был передан в аренду на пять лет Академии наук СССР. В том же году дорожники заново построили автомобильную дорогу между Терсколом и «Ледовой базой», разрушенную за годы войны оползнями и обвалами. В это же время эльбрусская экспедиция Академии наук приступила к восстановлению Ледовой базы и «Приюта одиннадцати». Ремонт и реконструкция «Приюта одиннадцати» потребовали значительных усилий.
В 1950 году на Старом Кругозоре выстроили каменный домик, служивший промежуточной базой при подъёме на «Приют одиннадцати», и восстановили приют на седловине Эльбруса, для ремонта которого доставили около двух тонн разных стройматериалов. Осенью 1951 года от Терскола до «Приюта одиннадцати» протянули линии высоковольтной электропередачи. Провода ЛЭП были изготовлены по специальному заказу из стального 8—10-миллиметрового троса для того, чтобы они могли выдержать ураганные ветры. Опоры ЛЭП проходили по леднику. В 1952 году ЛЭП была разрушена из-за зимнего передвижения ледника. Отдельные мачты провалились в трещины и на поверхности ледника были видны только их верхушки.
К зиме 1952 года Эльбрусская экспедиция перевела свою обсерваторию с «Приюта одиннадцати» на «Ледовую базу», куда грузы завозились на автомашинах-вездеходах. Это позволило отказаться от дорогостоящей транспортировки груза по ледникам яками и лошадьми.

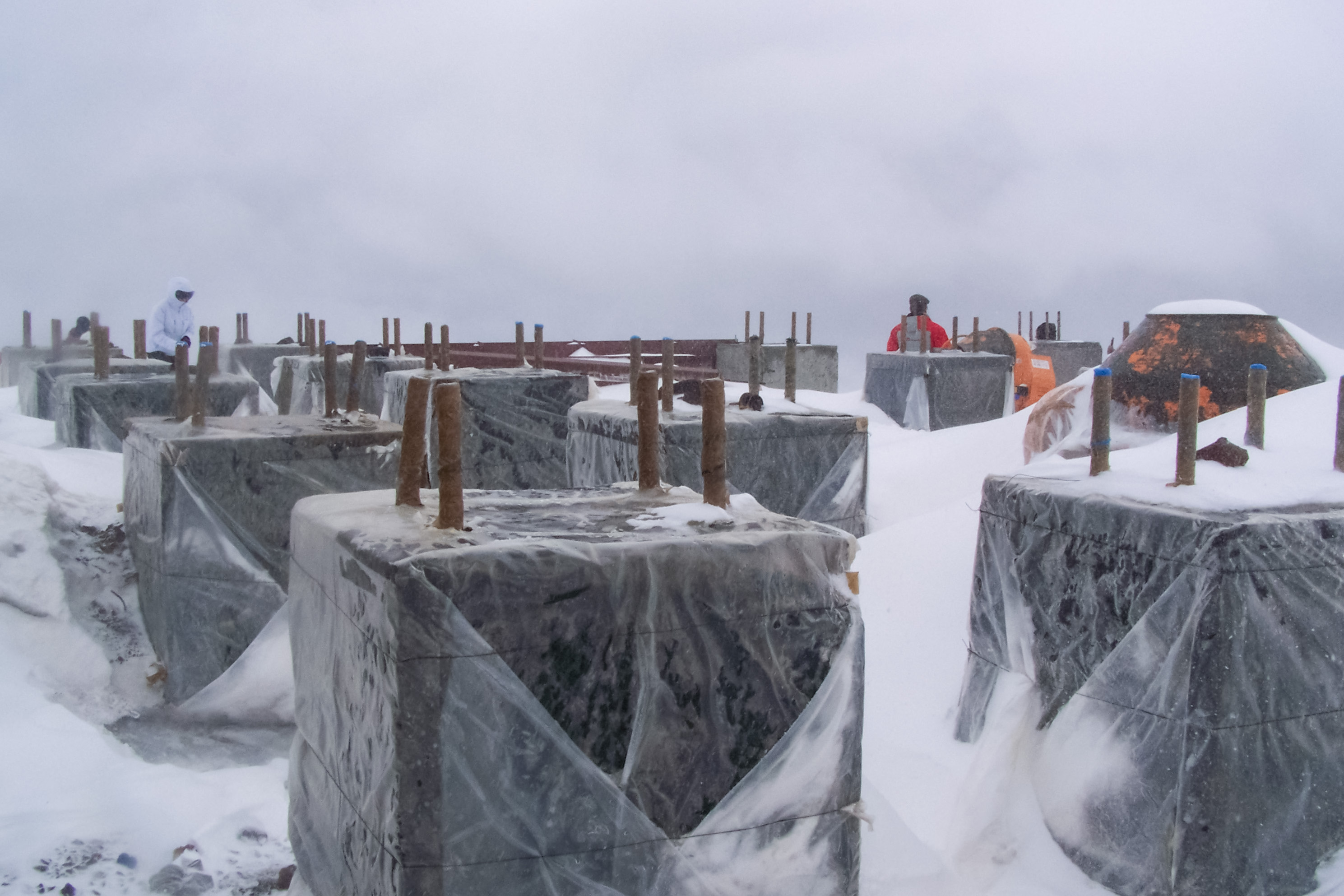
Опоры под новое строящееся здание приюта

В течение всех лет после окончания Великой Отечественной войны «Приют одиннадцати» служил местом, откуда совершали восхождение на Эльбрус многочисленные группы альпинистов из разных стран мира. На третьем этаже усилиями энтузиастов был создан музей.
16 августа 1998 года практически бесхозный «Приют 11-ти» сгорел из-за нарушений правил пожарной безопасности, предположительно, туристом из Чехии и российскими гидами.

В 2001 году первых восходителей принял новый приют, построенный на месте старой дизельной станции. В настоящее время старое сгоревшее здание полностью разобрано. Бывшая дизельная станция переделана в приют на 50—70 мест, вокруг бывшего здания «Приюта 11-ти» и здания дизельной станции установлено два десятка жилых вагончиков-бытовок, а также построен приют «Мария». Чуть выше «Приюта 11-ти» находится камень-мемориал альпинистам, погибшим на Эльбрусе.
В ноябре 2024 года одобрен проект восстановления «Приюта 11». Строительство планируется начать весной 2025 года на высоте 4100 метров.

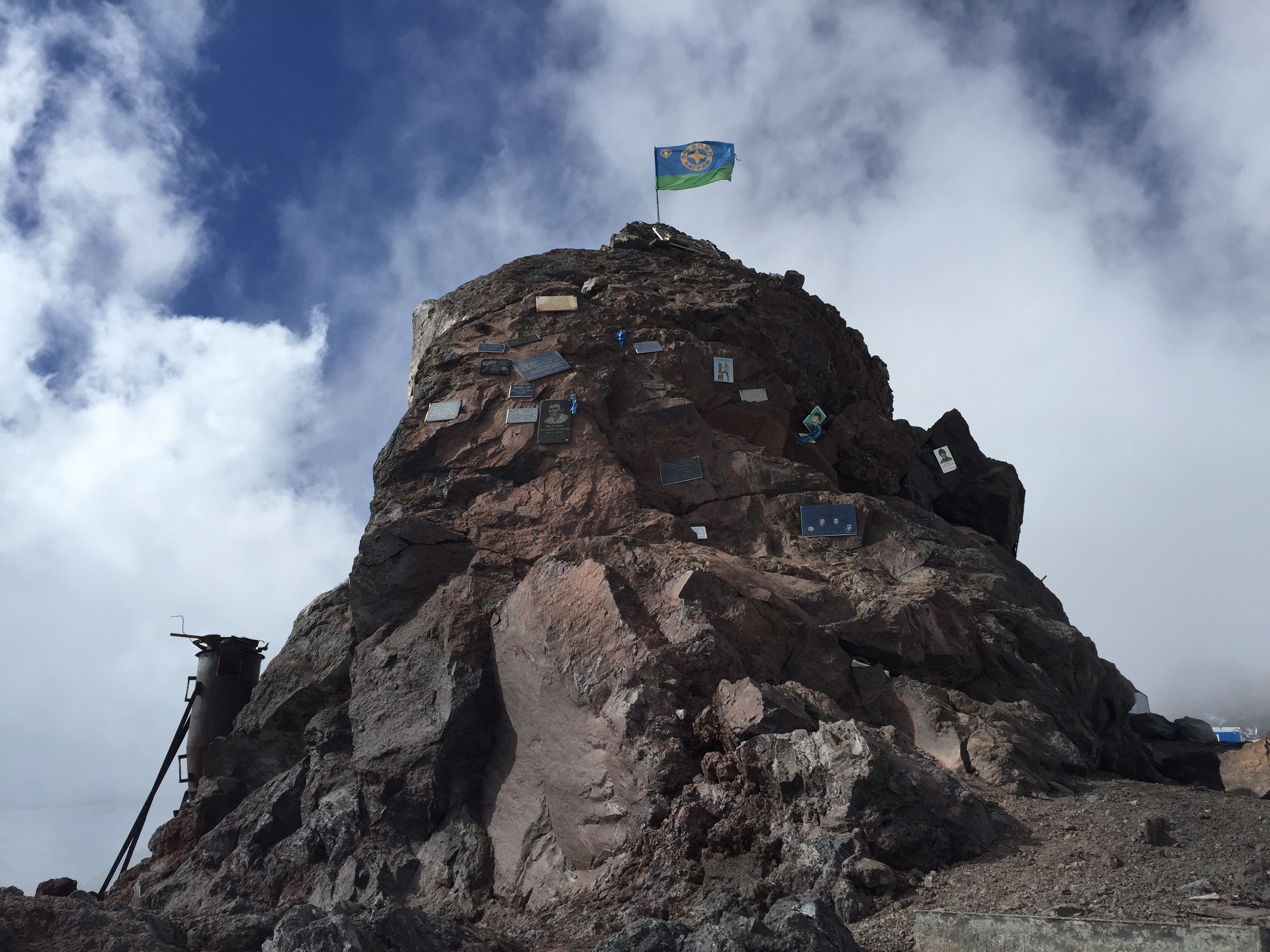
Мемориал альпинистам около «Приюта 11-ти»

## Культура
- Кадры с изображением трёхэтажной гостиницы можно увидеть в документальном фильме «Товарищи под знаком Эдельвейса» режиссёра Вольфганга Гортера, 1943 год.
- В начале и конце фантастического фильма «Дознание пилота Пиркса», 1979 год.
- «Горные стрелки» — 7-я серия из цикла фильмов «Освободители», 2010 год.
- «Битва за Кавказ» — 8-я серия из цикла фильмов «Великая война», 2012 год.
- В игре Call to Arms: Gates of Hell, одна из миссий посвящена захвату приюта немецкими войсками.

## Топографические карты
- Лист карты K-38-25 Сгуриши. Масштаб: 1 : 100 000. Состояние местности на 1985 год. Издание 1989 г.